# Juan José Ballesta
Juan José Ballesta (Parla, Madrid, 12 de novembre de 1987) és un actor espanyol.

## Biografia
Nascut el 12 de novembre de 1987 a Parla, Ballesta es va criar a Toledo. Va debutar en una actuació a la televisió l'any 1997, protagonitzant la sèrie Querido maestro. Posteriorment, es va incorporar al repartiment de la sèrie de televisió Compañeros, interpretant durant 10 capítols el paper d'Emilio Rubio Viñé. Va saltar a la fama i va guanyar un Goya al millor actor revelació per El Bola (2000), la seva primera actuació en un llargmetratge.
Ha actuat en més de setze projectes, entre 1997 i 2020.

## Filmografia
- El Bola (2000)
- El embrujo de Shanghai (2002)
- Mi casa es tu casa (2002)
- El viaje de Carol (2002)
- Los niños de San Judas (2003)
- Planta 4ª (2003)
- 7 vírgenes (2005)
- Películas para no dormir: Regreso a Moira (2006)
- Cabeza de perro (2006)
- Ladrones (2007)
- La casa de mi padre (2008)
- Entrelobos (2010)
- Bruc. La llegenda (2010)

### Sèries de televisió
- Querido maestro
- Compañeros
- Hispania, la leyenda
- Servir y Proteger

## Premis i nominacions

### Premis
- 2001. Goya al millor actor revelació per El Bola

### Nominacions
- 2006. Goya al millor actor per 7 vírgenes
- 2012. Millor actor per Bruc. La llegenda